# Joseph Ekollo
Joseph (Joh) Ekollo est l'un des premiers pasteurs du Cameroun et l’un des traducteurs de la Bible en langue Douala avec Martin Itondo et Kuoh Issedou. Il est le père de Thomas Ekollo.

## Biographie

### Enfance, éducation et débuts
Joseph Ekollo a été formé par le missionnaire Joseph Jackson Fuller. Catéchiste, il est consacré pasteur le 27 octobre 1912 à Bonabéri, en même temps que Joseph Kuoh, par un missionnaire et en présence de 2000 observateurs et riverains.

### Carrière
Joseph (Joh) Ekollo est pasteur de l'Église protestante. Il est Luthérien, issue de la Mission de Bâle. Il exerce en pays Sawa.
Joseph Ekollo, du fait de son âge avancé, est chargé d'un ministère moins itinérant que ses collègues. Il s'occupe des églises de la rive droite du fleuve Wouri; tels que Bonabéri, Bonassama, Djebalé et Banendale.
Ces zones sont la pépinière des maîtres catéchistes et pasteur de l'église de la côte.
Il a construit une réputation de travailleur infatigable jusqu'à son grand âge. Il est associé à la traduction de la Bible en Duala. Activité qui l'a occupé durant toute sa vie. Ayant déjà traduit les Psaumes tandis que son collègue Joseph Kuoh avaient traduit Isaïe, de son vivant, le Nouveau Testament et les Psaumes ainsi que le livre du prophète Isaïe avaient été traduits.
Ils ont continué la traduction d'autres livres de l'ancien testament en compagnie de Martin Itondo. Il fait partie des pionniers, pasteurs, qui ont assuré la direction et la gestion de l'Église protestante au Cameroun, entre le départ des colons allemands et l'arrivée des missionnaires français et anglais,,. Certains l'ont accusé d'indépendantisme ayant des idées éthiopistes.